# Joachim Meyer
Joachim Meyer (* ca. 1537 in Basel; † 24. Februar 1571 in Schwerin) war ein Messer- bzw. Klingenschmied und Fechtmeister des 16. Jahrhunderts. Er zählte zu den letzten relevanten Schirmmeistern in der Tradition Johannes Liechtenauers. Während seines letzten Lebensjahrzehnts erstellte er (mindestens) drei unterschiedliche und recht umfangreiche Fechtmanuskripte sowie ein Buch mit dem Titel Gründliche Beschreibung der Kunst des Fechtens, das 1570 bei Thiebold Berger erstmals gedruckt wurde. Die Werke Meyers beschreiben nicht nur Inhalte der klassischen Deutschen Fechtschule, sondern auch zeitgenössische Fechtsysteme, die er während seiner Reisen (bzw. Wanderjahre) kennengelernt hatte, wie z. B. das Rapierfechten Italiens. Als niedergelassener Messerschmied und Bürger der damaligen Freien Reichsstadt Straßburg veranstaltete er als Fechtmeister mehrfach sogenannte Fechtschulen.

## Leben

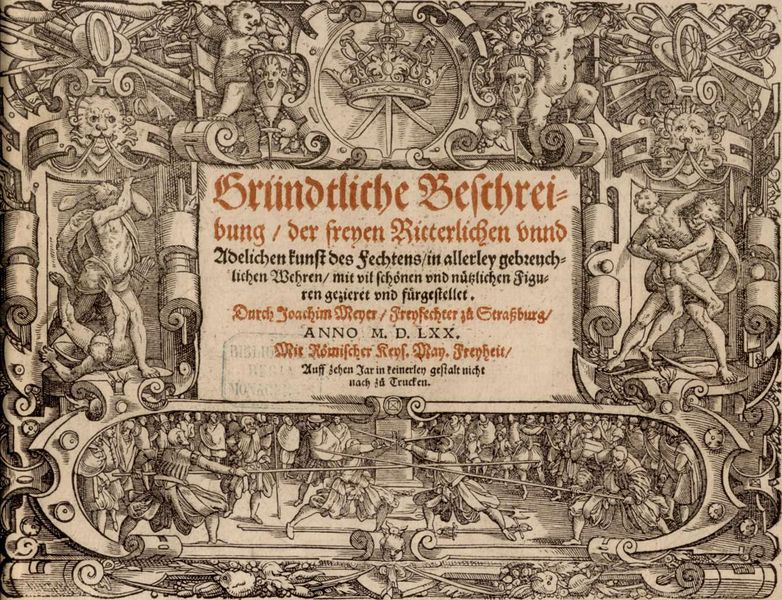
Titelblatt der Ausgabe von 1570

Über Joachim Meyer selbst ist wenig bekannt – möglicherweise auch, weil Straßburg sowohl im Deutsch-Französischen Krieg als auch im Zweiten Weltkrieg erheblichen Zerstörungen ausgesetzt war und viele Archivbestände verloren gingen.
Meyer wurde in Basel geboren, wo er wahrscheinlich das Messerschmiedehandwerk erlernte. In seinen Fechtbüchern erwähnt er, als junger Mann viel gereist zu sein – möglicherweise ein Hinweis auf die traditionelle Wanderschaft der Handwerksgesellen als Voraussetzung für die Zulassung zur Meisterprüfung und zu Zünften. Wandergesellen wurden häufig militärische Aufgaben als Stadtwachen oder der Bürgerwehr zugewiesen (besonders, wenn es sich um Mitglieder der Schmiedezunft handelte). Wahrscheinlich hat Meyer auf diese Weise auch große Kenntnisse der Fechtsysteme anderer Länder erworben. Ob Meyer dabei auch in der italienischen Fechtschule Bolognas gelernt und geübt hat, lässt sich nicht mit Sicherheit belegen.
Ein Archiveintrag belegt, dass sich Meyer im Juni 1560 in Straßburg als Messerschmied(emeister) niedergelassen und die Witwe Appolonia Ruhlman (Ruelman, Rulmemnin) geheiratet hatte. In den Ratsbüchern der Stadt sind ebenfalls ab 1561 genehmigte Anträge Meyers an den Magistrat vermerkt, die das Abhalten von Fechtschul-Veranstaltungen in den Jahren 1563, 1566, 1567 und 1568 bestätigen, wobei dieser letzte Antrag noch erhalten ist und Meyer explizit als Fechtmeister genannt wird.
Sein erstes Manuskript ("Fechtbuch" MS Bibl.2465) schrieb Meyer wahrscheinlich 1561 für Pfalzgraf Georg Johann I. von Pfalz-Veldenz. Dieses Werk galt lange als verschollen und wurde 2021 im Bestand des Bayerischen Nationalmuseums in München nach fast 150 Jahren "wiederentdeckt". Sein zweites Manuskript, das "Fäktbook" (MS A.4º.2), vollendete er 1568 für Otto Graf zu Solms-Laubach (später zu Solms-Sonnenwalde). Beide Manuskripte enthalten mehrere Lektionen zum Umgang mit dem Langen Schwert, Dussack sowie Rapier; das ältere Werk beschreibt zusätzlich den Kampf mit Dolch, Stangenwaffen sowie im Harnisch. Das zwischen 1563 und 1571 geschriebene dritte Manuskript (MS Var.82), "Fechtbuch zu Ross und zu Fuss", ist Heinrich Graf von Eberstein gewidmet, unterscheidet sich jedoch von seinen anderen Werken, da es sich um eine Zusammenstellung verschiedener Manuskripte anderer bedeutender Fechtmeister der Liechtenauer-Schule handelt (u. a. Siegmund Ringeck, (pseudo-)Peter von Danzig und Martin Syber). Darüber hinaus enthält das in der Universitätsbibliothek Rostock befindliche Buch einen kurzen von Meyer selbst verfassten Abriss über ein System des Rapierfechtens, das auf den Lehren des Langen Messers von Johannes Lecküchner basiert.
Er verdiente bis 1570 seinen Lebensunterhalt sowohl als Messerschmied als auch als Berufsfechter, bis er das Buch veröffentlichte, das ihn berühmt machen sollte. Die Entstehung dieses Buches belastete ihn finanziell zutiefst, und die Suche nach potentiellen Käufern veranlasste ihn, Straßburg zu verlassen und als Waffenmeister am Hof von Johann Albrecht I. von Mecklenburg in Schwerin zu arbeiten. Kurz nach seiner Ankunft verstarb Meyer und hinterließ die Last seiner Schulden seiner Witwe und seinem Schwager.

## Gründliche Beschreibung der Kunst des Fechtens
Im Jahr 1570 verfasste Joachim Meyer eine umfassende Abhandlung über mehrere Waffen mit dem Titel „Gründliche Beschreibung der Kunst des Fechtens“. Es gilt als eines der vollständigsten Systeme innerhalb der mittelalterlichen deutschen Kampfkünste. Meyers Buch wurde 1600 nachgedruckt und war möglicherweise eine einflussreiche Quelle für andere deutsche Fechtbücher des 16. und 17. Jahrhunderts, darunter ein Buch von Jacob Sutor aus dem Jahr 1612. Sein Buch besteht hauptsächlich aus beschreibendem Text in frühneuhochdeutscher Sprache, gedruckt in Fraktur, illustriert mit teilweise handkolorierten Holzschnitten von Tobias Stimmer, in denen Fechter gezeigt werden, die verschiedene im Text selbst beschriebene Techniken anwenden. Die Fechter sind gekleidet in die typische Tracht der Landsknechte.
Meyers System leitet sich im Allgemeinen von der von Johann Liechtenauer niedergelegten deutschen Schule der Schwertkunst ab und verwendet deren Terminologie, obwohl Meyers ziviles System anscheinend auch aus dem zeitgenössischen italienischen Schwertkampf stammt, einschließlich Achille Marozzos Opera Nova von 1536.
Meyers Buch selbst besteht aus einem ausführlichen erklärenden Text, der die Wachen oder Haltungen (Huten) für jede Waffe, Schnitte, Beinarbeit und spezifische und oft recht komplexe Spielarten oder Geräte beschreibt, begleitet von einer Reihe fein ausgeführter Holzschnitte, von denen jeder Szenen darstellt – angesiedelt zwischen etwas fantastischen Schauplätzen der Kampfschule (Fechtschule). Diese Holzschnitte zeigen typischerweise die Körperhaltungen, Schnittschemata sowie mehrere Protagonisten, die verschiedene Techniken ausführen, die im Text selbst beschrieben werden.

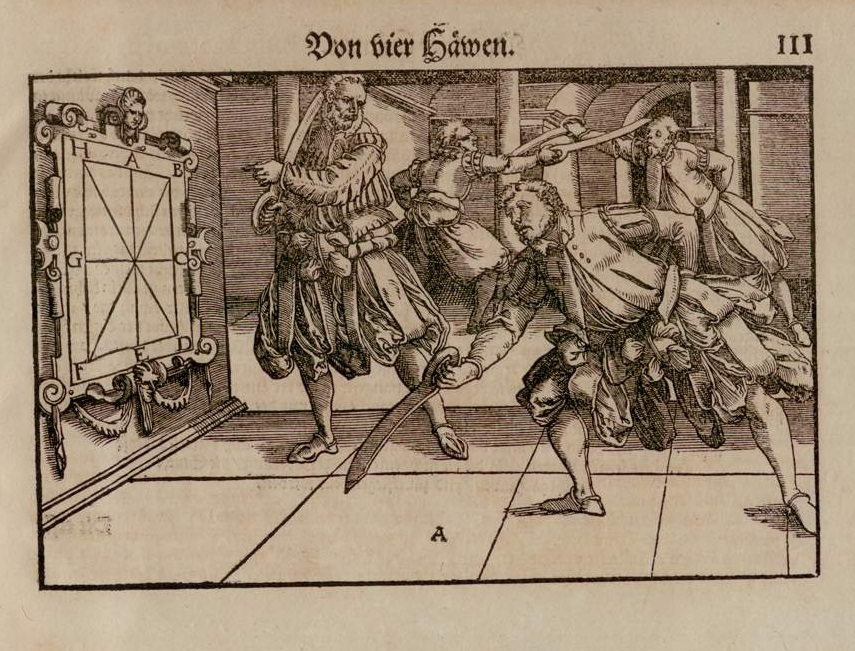
Fechten mit dem Dussak

Das Buch besteht aus fünf Abschnitten, die das Langschwert, Dussack, Rapier (in Meyers Fall ein Einhandschwert, das sowohl zum Hieb als auch zum Stich verwendet wird), Dolch und Ringen, sowie Stangenwaffen einschließlich des Stocks abdeckt und die Hellebarde. Wie frühere deutsche Quellen räumt Meyers System dem Langschwert, das sowohl die erste besprochene Waffe als auch die am ausführlichsten behandelte Waffe ist, einen Ehrenplatz ein und bildet ein beispielhaftes Lehrmittel für den Rest des Systems. Die in Meyers Buch beschriebenen Rapier-, Dolch- und Stangenwaffentechniken scheinen jedoch sportlichen Erwägungen nicht viel entgegenzusetzen, da sie die im Langschwertabschnitt weggelassenen Stöße sowie eine Reihe möglicherweise tödlicher Kampfbeendigungstechniken aufweisen. Darüber hinaus zeigt insbesondere der Langschwertabschnitt von Meyers Buch eine eindeutige Abstammung vom früheren Korpus der Liechtenauer-Tradition (Meyer erwähnt Liechtenauer namentlich) und bleibt eine der detailliertesten, systematischsten und vollständigsten Quellen für diese Waffe.

### Bedeutung
Meyers Buch wurde 1600 in Augsburg nachgedruckt und wurde zu einer äußerst einflussreichen Quelle für andere deutsche Fechtbücher des 16. und 17. Jahrhunderts, darunter das oben erwähnte Buch von Jacob Sutor und ein Buch aus dem Jahr 1672 von einem Italiener, Theodor Verolinus. Beide Versionen waren vereinfachte Redaktionen von Meyers ausführlicherem Werk. Meyer wird in einer kurzen lateinischen Abhandlung über Kampfkünste von Heinrich von Gunterrodt (1579) erwähnt und ist auch der einzige Deutsche unter den berühmten Meistern, die in der Fechtabhandlung von Giuseppe Morsicato Pallavicini aus dem späten 17. Jahrhundert aufgeführt sind.

### Ausgaben
- Gründtliche Beschreibung der freyen Ritterlichen unnd Adelichen kunst des Fechtens in allerley gebreuchlichen Wehren und mit vil schönen und nützlichen Figuren gezieret und fürgestellet (Digitalisat)
- Joachim Meyer 1600: Transkription des Fechtbuchs 'Gründtliche Beschreibung der freyen Ritterlichen und Adelichen kunst des Fechtens.  Hrsg. u. transkribiert von Wolfgang Landwehr. VS-Books 2018. (Bibliothek historischer Kampfkünste.) ISBN 978-3-932077-37-1
- Joachim Meyers Kunst des Fechtens. Hrsg. von Alexander Kiermayer. 2 Bände. Arts of Mars Books, Bregenz 2012. ISBN 978-3-9519817-4-1
- Dupuis, Olivier. (2006). "Joachim Meyer, escrimeur libre, bourgeois de Strasbourg (1537?-1571)." Maîtres & Techniques de Combat à la fin du Moyen Age et au Début de la Renaissance: 107-120. Ed. by Fabrice Cognot. Paris: Association pous l'Edition et la Diffusion des Études Historiques. ISBN 2-907594-10-9.
- VanSlambrouck, Christopher. The Life and Work of Joachim Meyer. (2010). Meyer Free Fencers Guild.
- Dupuis, Olivier. Joachim Meyer, free fencer, citizen of Strassburg (?1537-1571) [trans. by J.L. Forgeng], in Jeffrey L. Forgeng The Art of the Sword combat, a 1568 German Treatise on Swordmanship (London: Front Line, 2016, pp. 171-190). ISBN 1473876753
- Forgeng, Jeffrey L. Introduction in The Art of the Sword combat, a 1568 German Treatise on Swordmanship (London: Front Line, 2016, pp. 2-7). ISBN 1473876753
- Mondschein, Ken; Dupuis, Olivier. Martial Sport, and Urban Culture in Early Modern Germany: The Case of Strasbourg, in Journal of Medieval Military History, Vol. 17, The Boydell Press, 2019, pp. 237–57. doi:10.2307/j.ctvb4bv8d.10
- VanSlambrouck, Christopher. Meÿer source transcripts & translation (2021). doi:10.13140/RG.2.2.11834.06085
- Dupuis, Olivier. A new manuscript of Joachim Meyer (1561), in Acta Periodica Duellatorum, Vol.9-1 (2021). doi:10.36950/apd-2021-004
- Norling, Roger. Joachim Meyer and His World, in Foundational Description of the Art of Fencing (Reading Edition). Medford: HEMA Bookshelf, 2023. ISBN 978-1-953683-35-9
- VanSlambrouck, Christopher. The Brief Life and Times of Joachim Meyer, in (vol 1 of 2) Foundational Description of the Art of Fencing (Reference Edition). Medford: HEMA Bookshelf, 2023. ISBN 978-1-953683-30-4